# IPODAH
IPjetable était un service payant permettant de se connecter à Internet de manière sécurisée et anonyme en utilisant un Réseau privé virtuel.

## Histoire
Ce service a été créé en mai 2009 au moment où les débats faisaient rage à l'Assemblée Nationale sur le projet de Loi Hadopi.
Le nom choisi est celui du projet à l'envers : "IPODAH", mais il a été renommé IPjetable.
Le service a été fermé en date du 28 février 2024.

## Financement
Le financement de ce service se fait par la souscription de chaque utilisateur d'un abonnement mensuel encore indéterminé afin de maintenir l'infrastructure.
Les organisateurs du service ont également mis en place un système de dons.

## Fonctionnement
L'utilisateur s'inscrit au service avec une adresse électronique valide. Il peut ensuite se connecter au réseau IPjetable avec un VPN utilisant le client PPTP intégré à son système (Windows/MacOSX/Linux...). Le service proposait également d'utiliser OpenVPN
La communication est chiffrée entre le client (l'utilisateur) et le serveur (la plateforme IPODAH) afin de rendre impossible la surveillance des activités par un tiers.
Ce VPN a l'avantage par rapport à ses concurrents de proposer une adresse IP dédiée publique, ce qui le rend compatible avec toutes les applications de type Pair à pair (P2P).
La plateforme IPjetable ne garde aucun log des données qui transitent par son réseau.